# Castell de Vespella
Al cim d'un turó, als primers contraforts muntanyosos que hi ha damunt la plana oriental del Tarragonès i a la riba esquerra del riu Gaià sobre el poble de Vespella de Gaià, són situades les restes del castell termenat de Vespella. Al costat hi trobem l'Església de Sant Miquel i en els quatre vessants al voltant del castell hi ha restes d'habitatges medievals.

## Història
Si bé els orígens es poden cercar en una data anterior, està documentat per primer cop el 1167, any en què Bernat de Viver i la seva muller Ermessenda donaren a Ponç de Far, amb l'autorització de Guillem de Claramunt, el castell de Vespella i el lloc de Monnars per a la seva colonització. Ja al segle xiii fou senyor del lloc Pere de Vespella, segurament castlà del terme, segons sabem pel seu testament l'any 1212 on traspassà el «castrum de Vespela» al seu germà Bertran. L'any 1229 se signà una concòrdia entre Guillem de Cardona i Guillem de Claramunt, per la qual aquest darrer tindria la jurisdicció dels castells de Tamarit, Montoliu, «totam quadra de Vespela» i d'altres. També en el segle xii i degut al casament de Bernat de Montoliu amb Ermessenda de Claramunt, senyora del terme, els Montoliu posseïren Vespella. El senyoriu l'heretà el segon fill, Pere.

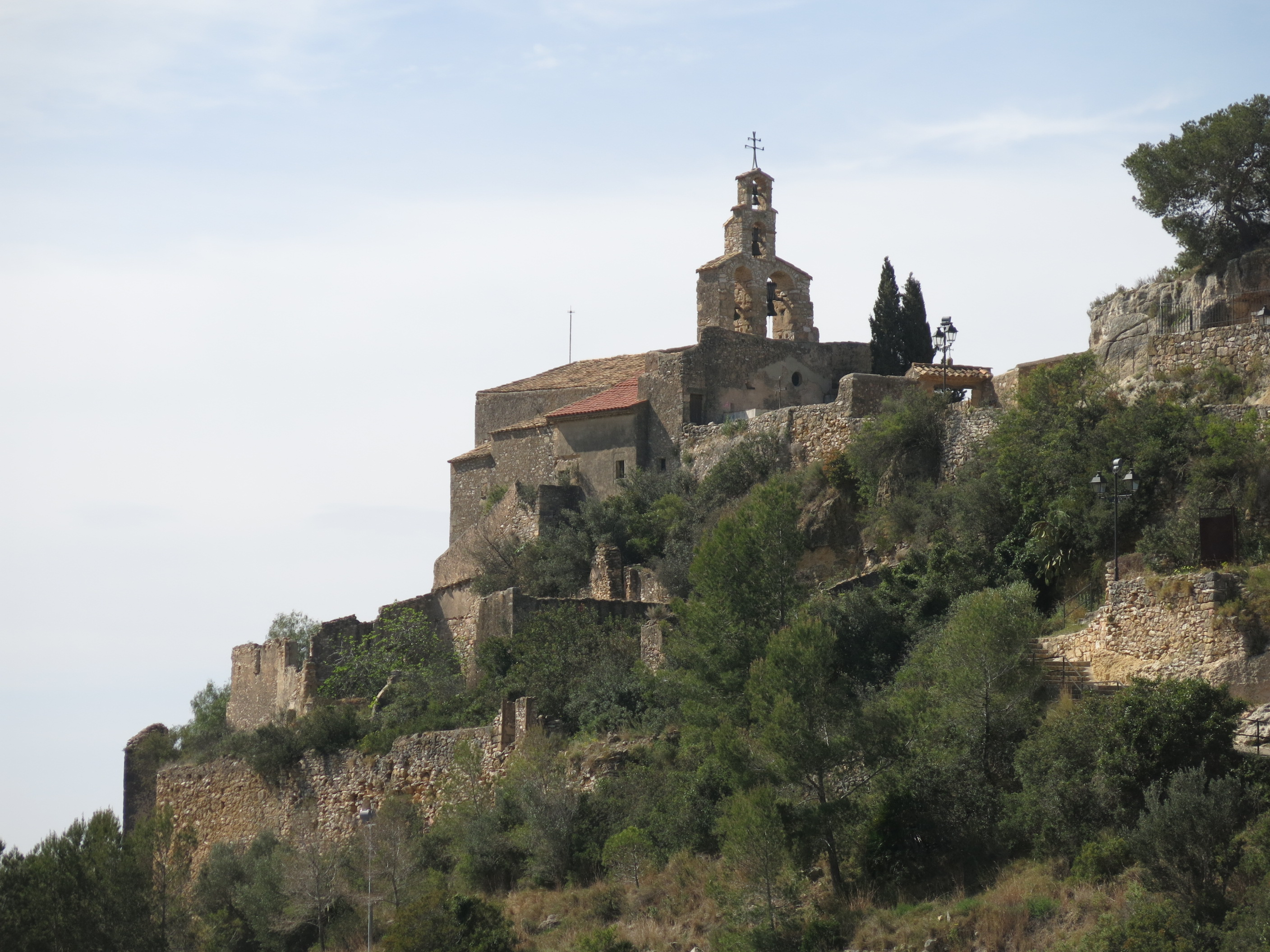
El castell, amb l'església de Sant Miquel

L'any 1314, el rei Jaume II vengué el castell de Vespella a Pere de Queralt, llinatge que el senyorejà fins a final del segle. Pel fogatjament de 1356-70 se sap que Dalmau de Queralt era senyor de Vespella; l'any 1368 els Queralt adquiriren de Pere III de Catalunya-Aragó el mer i mixt imperi i tota la jurisdicció sobre el terme. L'any 1390 Vespella passà a ser propietat de la ciutat de Barcelona que, abans de finir el segle, la vengué a Pere d'Icart, el llinatge del qual retingué la senyoria fins a final del segle xvii.
Des dels darrers anys del segle xviii i primers del segle xix, Vespella va pertànyer a N. Desvalls. A meitats del segle xix l'indret compta amb una cinquantena de cases. Durant les darreres guerres carlines, l'any 1875, tenen lloc importants enfrontaments a Vespella amb les tropes del cap Canastrer i els miquelets d'Altafulla i Torredembarra, que són vençuts i perden la major part de les seves forces.

## Arquitectura

### El castell
Al costat de l'indret on s'alça l'església de Sant Miquel, hi ha un planell, amb una longitud d'uns 25 m i una amplada de 12 m on el castell es bastí. A l'extrem nord, les restes d'una bestorre o torre semicircular que veiem amb dificultat. Al sur de la torre hi havia el recinte. La torre tenia una amplada exterior de 8,60 m i una amplada interior de 7,60 m. El gruix dels murs va de 85 a 95 cm; aquesta darrera mida la trobem en el mur del semicercle. El recobriment exterior era d'uns 50 cm. i probablement es tractava d'un exemple de recobriment protecció d'edifici militar, usat habitualment a l'alta edat mitjana i a les terres de frontera.
A la banda meridional hi ha restes del mur del recinte, sobretot a l'oest. Primerament, s'endevinen uns 7 m de mur. Després d'un cert canvi d'orientació trobem 12 m més de muralla d'un gruix, només, d'uns 90 cm i bastida amb pedres poc treballades, en filades horitzontals. Cap al sud-oest hi ha restes de diversos murs, l'arrencada d'una arcada i una coberta enfonsada. Segurament, restes d'un edifici fet a l'interior del castell ja a la baixa edat mitjana. Uns metres cap a l'est es pot entrar, per un forat que hi ha al terra de l'esplanada, en una cambra al costat de la muralla. Fa 7,40 m de llarg per 3,85 m d'ampla i una alçada de 4,6 m. L'habitació és mig escavada a la roca i la tanca una paret de carreus grossos. Segons la tradició, era la presó del castell. A fora, un forat ample fet a la roca podia ser un trull o premsa.
Les característiques del castell de Vespella el relacionen amb altres fortaleses frontereres com, per exemple, el castell de Mediona a l'Alt Penedès. Aquesta semblança i el procés de recobriment de la bestorre datarien les restes més reculades el segle xi, pels voltants de l'any 1000.

### Habitatges
Als vessants del turó hi ha restes d'habitatges edificats en l'edat mitjana. Alguns foren abandonats en època medieval i d'altres reaprofitats en época moderna com a habitatges o, els del nord, com a magatzems o corrals. En tot el pujol hi ha coves utilitzades com a habitatges però també un gran nombre de forats per a bigues, d'encaixos per a trulls, escales cavades a la roca, etc.

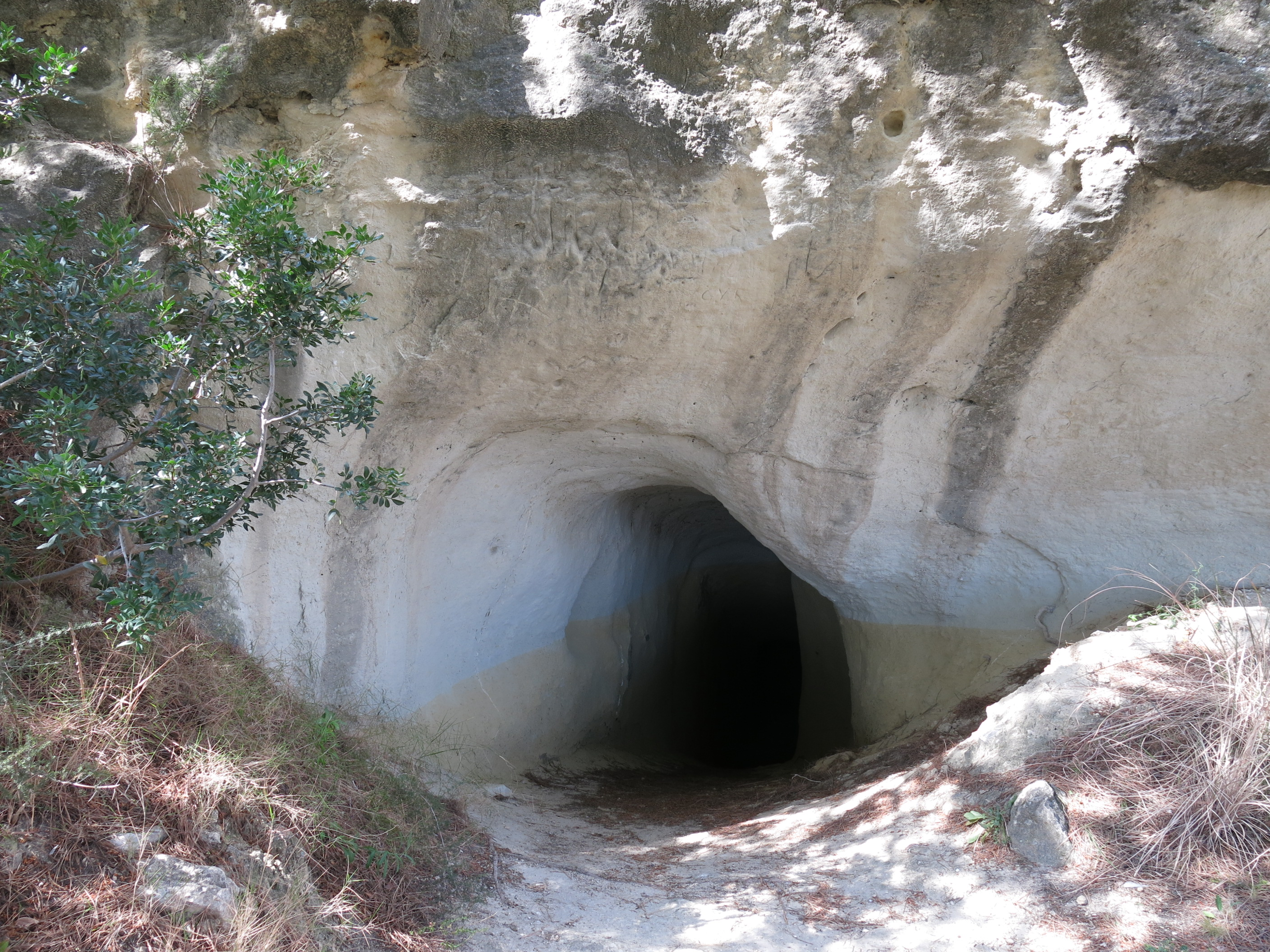
Cova a la falda del castell

A la banda oest i pujant per unes escaletes cavades a la roca s'arriba a una cavorca de planta semicircular amb tots els elements d'habitatges troglodítics de l'edat mitjana. Tancada per un mur amb porta i un gruix de 40 cm. Les mides són 2,9 m d'amplada, 2,4 m de fons i 2,2 m d'alçada a la part central. A l'exterior, cinc forats quadrats destinats a suportar bigues a més d'un encaix longitudinal per a una coberta. Hi havia altres cavorques a la banda oriental i també a ponent, ara molt malmeses en esberlar-se la roca. Més amunt, camí del castell, també n'hi havia alguna, a vegades reaprofitada.
La datació és difícil si no és trobant paral·lelismes amb, per exemple, habitatges rupestres de l'Empordà, del Baix Llobregat, de l'Anoia, del País Valencià, d'Andalusia, d'Itàlia meridional...L'inici de poblament en aquest indret es pot suposar cap a l'any 1000.